# Кубеев, Максут
Максут Кубеев (каз. Мақсұт Көбеев; 1913 год, село Балтакуль, Туркестанский край — дата и место смерти неизвестны) — колхозник, животновод, Герой Социалистического Труда (1948).

## Биография
Родился в 1913 году в селе Балтакуль (сегодня — Куштепиский района Ферганской области, Узбекистан). В 1929 году вступил в колхоз «Балтакульский» Кзылкумского района Чимкентской области. Работал табунщиком. Участвовал в Великой Отечественной войне. После демобилизации возвратился в Казахстан и стал работать с 1946 года в колхозе «Сталинабад» конюхом, заведующим коневодческой и овцеводческой фермы. С 1958 года работал заведующим овцеводческой фермы в каракулеводческом колхозе «Балтакульский» Кзылкумского района Чимкентской области.
В 1947 году, будучи заведующим коневодческой фермы колхоза «Сталинабад», вырастил 100 жеребят от 100 конематок. За этот трудовой подвиг был удостоен в 1948 году звания Героя Социалистического Труда.

## Награды
- Герой Социалистического Труда — указом Президиума Верховного Совета СССР от 28 июля 1948 года;
- Орден Ленина (1948);